# Crypturellus cinnamomeus

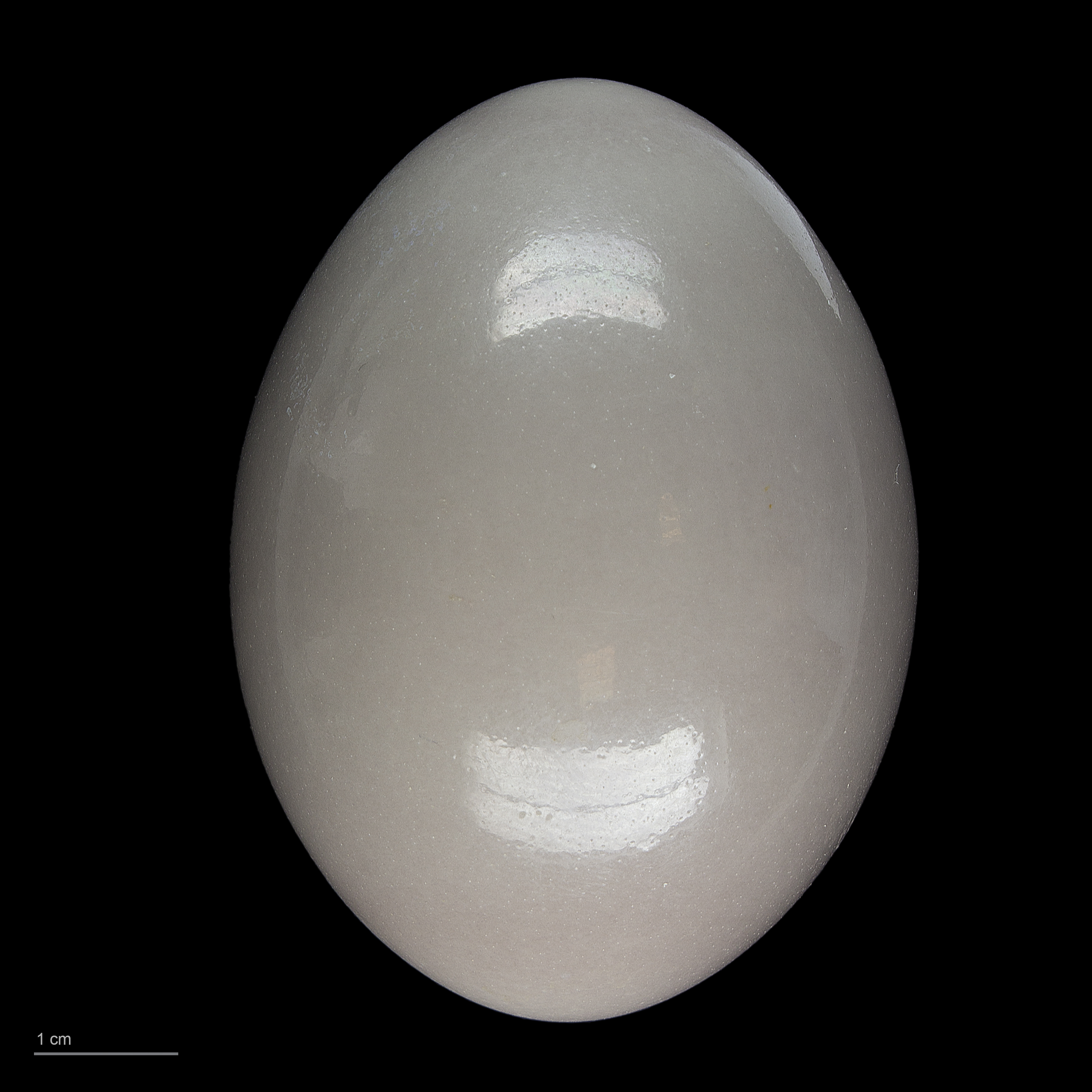
huevo de Crypturellus cinnamomeus - MHNT

El tinamú canelo (Crypturellus cinnamomeus), conocido en Honduras como culucas o tinamú de matorral, es una  especie de tinamú nativo de los bosques tropicales y subtropicales de México y América Central.

## Subespecies
El tinamú canelo tiene las siguientes subespecies:
- C. c. cinnamomeus (subespecie tipo), en la costa sureste de México (Chiapas), Guatemala, El Salvador y Honduras.[4]
- C. c. occidentalis, en la costa oeste de México, en los estados de Sinaloa, Nayarit, Jalisco, Colima, Michoacán, y Guerrero.[4]
- C. c. mexicanus en la costa de nororiental de México; Tamaulipas, norte de Veracruz, y Puebla.[4]
- C. c. sallaei,  en el sur de México; Puebla, Chiapas, Oaxaca, y el sur de Veracruz.[4]
- C. c. goldmani en el sureste de México, en la Península de Yucatán; Yucatán, Quintana Roo, Campeche, y el este de Tabasco, en el norte del departamento de  Petén en Guatemala, el norte de Belice.[4]
- C. c. soconuscensis en la vertiente del Pacífico de Chiapas y los Estados de Oaxaca, México.[4]
- C. c. vicinior en las tierras altas de Chiapas, México, Guatemala y el occidente de Honduras.[4]
- C. c. delattrii en las tierras bajas del Pacífico de Nicaragua, en los departamentos de Chinandega, León, Managua, Carazo, Masaya, Granada, y Rivas.[4]
- C. c. praepes en las tierras bajas del noroeste de Costa Rica, en las provincias de Guanacaste, y el norte de Puntarenas.[4]